# Gare de Magny - Blandainville
Gare de Magny - Blandainville vasútállomás Franciaországban, Magny településen.

## Vasútvonalak
Az állomást az alábbi vasútvonalak érintik:
- Chartres–Bordeaux-vasútvonal

## Kapcsolódó állomások
A vasútállomáshoz az alábbi állomások vannak a legközelebb:
- Gare d’Illiers-Combray
- Gare de Bailleau-le-Pin